# Karoline Friederike von Haeseler
Karoline Friederike von Haeseler, contessa di Berg (Magdeburgo, 19 ottobre 1760 – Teplice, 15 novembre 1826), è stata una nobildonna tedesca.

## Biografia
Karoline Friederike era la figlia del consigliere Johann August von Haeseler, e di sua moglie, Sophie Dorothea von Podewils (1734-1802), figlia del ministro prussiano Heinrich von Podewils.
Sposò il ciambellano Karl Ludwig von Berg (16 aprile 1754-28 dicembre 1847), signore di Kleptow, Werbelow, Schonfeld e Spiegelberg. Ebbero una figlia:
- Luise contessa von Berg (1780-1865), sposò il conte August Ernst von Voss

Karoline crebbe a Weimar, dove conobbe Johann Wolfgang von Goethe e Johann Gottfried von Herder, e divennero amici. Era anche un'amica di Friedrich von Schiller.

## Dama d'onore
Dopo il divorzio, Karoline si trasferì alla corte prussiana. Grazie alla sua amicizia con Marie von Kleist, divenne dama al servizio della regina Luisa, diventando la più vicina consigliera e confidente.
Durante l'invasione napoleonica, accompagnò la regina prima a Königsberg e poi a Berlino. Nel dicembre 1809 accompagnò la regina nel suo ultimo viaggio a Neustrelitz. Tra le sue braccia, Luisa morì il 19 luglio 1810 a Schloss Hohenzieritz.
Divenne il primo biografo della regina. Nel 1814 pubblicò i suoi ricordi dal titolo: Luisa, regina di Prussia.
La sua casa a Wilhelmstrasse 70, era un luogo di ritrovo di numerosi poeti e studiosi. Lei era amico di Gleim, dei fratelli Jacobi, dei fratelli Stolberg, di Claudius, Voss, Herder, Wieland, Goethe e Jean Paul. Anche alti funzionari statali come Heinrich Friedrich Karl von Stein.

## Morte
Dopo la morte del principe di Solms-Braunfels, nel 1814 divenne dama d'onore della sua vedova, la principessa Federica di Meclemburgo-Strelitz, sorella della regina Luisa, incarico che mantenne fino alla sua morte, avvenuta mentre era in cura a Teplice.